# Daniel Tyradellis
Daniel Tyradellis (* 1969 in Köln) ist ein deutscher Philosoph und Kurator. 

## Leben
Tyradellis wuchs als Sohn eines griechischen Psychologen und einer deutschen Psychologin in Nordrhein-Westfalen auf. Er studierte Philosophie und Wissenschaftstheorie in Köln, Bochum, Wien und Berlin. Danach absolvierte er ein Zweitstudium der Soziologie an der FU Berlin. Er war Mitglied des DFG-Graduiertenkollegs Codierung von Gewalt im medialen Wandel an der Humboldt-Universität zu Berlin als Doktorand (2000–2003) und als Postdoktorand (2004–2006). Tyradellis promovierte 2003 bei Friedrich Kittler mit einer Arbeit zur Genese der Phänomenologie im Kontext der mathematischen Grundlagenkrise.  2004 erhielt er den Humboldt-Preis. Von 2007 bis 2009 war er Mitglied des DFG-Netzwerks Gewalt der Archive. 
Als Autor und Lektor war Tyradellis zunächst 1988 im Institut der deutschen Wirtschaft in Köln tätig, dann 1992 bis 1993 im Passagen Verlag in Wien und 1995 in der Akademie der Künste Berlin sowie im Merve Verlag Berlin (1994–1997).
Seit 2020 hat er die Stiftungs-Professur Theorie und Praxis interdisziplinären Kuratierens an der Humboldt-Universität zu Berlin inne, gefördert von der Bundesministerin für Kultur und Medien. Seit 2021 ist er Vizedirektor des Hermann-von-Helmholtz-Zentrums für Kulturtechnik.

## Kuratorische Tätigkeiten
Seit 1997 ist er Kurator zahlreicher Ausstellungsprojekte zwischen Wissenschaft, Kunst und Kulturgeschichte. Er kuratierte Ausstellungen unter anderem für das Deutsche Hygiene-Museum in Dresden, Jüdisches Museum Berlin, Deichtorhallen Hamburg, den KW - Institute for Contemporary Art in Berlin, Kunsthalle Krems, Hamburger Bahnhof – Museum für Gegenwart, Berliner Medizinhistorisches Museum der Charité, Akademie der Künste Berlin, Literaturmuseum Strauhof Zürich.
Seine Forschungsschwerpunkte sind Theorie und Praxis des Kuratorischen, Vermittlung als genuines Forschungsfeld, Immanenzphilosophie und Das Bild des Denkens.

## Werke (Auswahl)
- Konkrete Soziologie (mit Dieter Claessens), Westdeutscher Verlag, Opladen 1997.
- Untiefen: Husserls Begriffsebene zwischen Formalismus und Lebenswelt. Königshausen & Neumann, Würzburg 2006.
- Was heißt uns denken? (mit Jean-Luc Nancy), Verlag Diaphanes, Zürich, Berlin 2013.
- Müde Museen oder: wie Ausstellungen unser Denken verändern könnten. Edition Körber-Stiftung, Hamburg 2014.
- bauhaus – documenta. Vision und Marke, Hrsg.: mit Birgit Jooss und Philipp Oswalt, Leipzig 2019, ISBN 978-3-95905-299-3
- Sich ausdrücken. Zur Immanenz der Kunst, Verlag Diaphanes, Zürich, Berlin 2020.